# Klaus von Dohnanyi

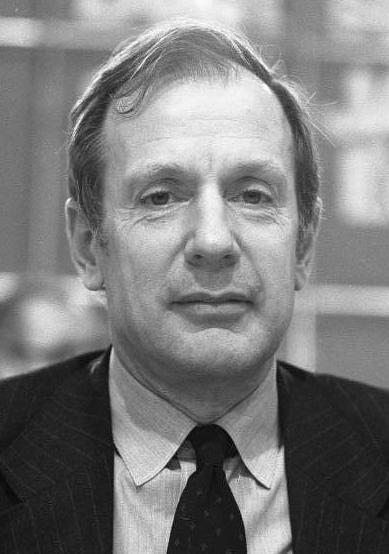
Klaus von Dohnanyi 1978

Klaus von Dohnanyi, född 23 juni 1928 i Hamburg, är en tysk politiker (SPD).
Klaus von Dohnanyi var västtysk minister för utbildning och vetenskap 1972-1974. 1981-1988 var han förste borgmästare i Hamburg.
Han är son till Hans von Dohnanyi.